# میلوتین استفانوویچ
میلوتین استفانوویچ (سیریلیک صربی: Милутин Стефановић؛ زادهٔ ۲۳ ژانویهٔ ۱۹۸۵) تیرانداز اهل صربستان است.
وی در مسابقات کشوری و بین‌المللی در مجموع برندهٔ ۶ مدال طلا، ۶ مدال نقره، ۵ مدال برنز شده‌است.